# Linia U3 metra w Monachium

Schemat linii U3

Linia U3 metra w Monachium – linia metra w Monachium, o długości 17 km i 23 stacjach. Biegnie w kierunku wschód-zachód od Moosach do Münchner Freiheit, skąd biegnie na południe, aby obsłużyć Thalkirchen i wreszcie na zachód kończąc w Fürstenried West.